# Philip Heise
Philip Heise (20 de juny de 1991) és un futbolista professional alemany que juga com a lateral esquerre pel Dynamo Dresden.